# Isla de los Caballos
Isla de los Caballos (en euskera Zaldiak uhartea) es el nombre que recibe una pequeña isla española situada en  el embalse de Ullíbarri-Gamboa que está situado en el municipio de Arrazua-Ubarrundia, provincia de Álava.